# Camerata Kiev

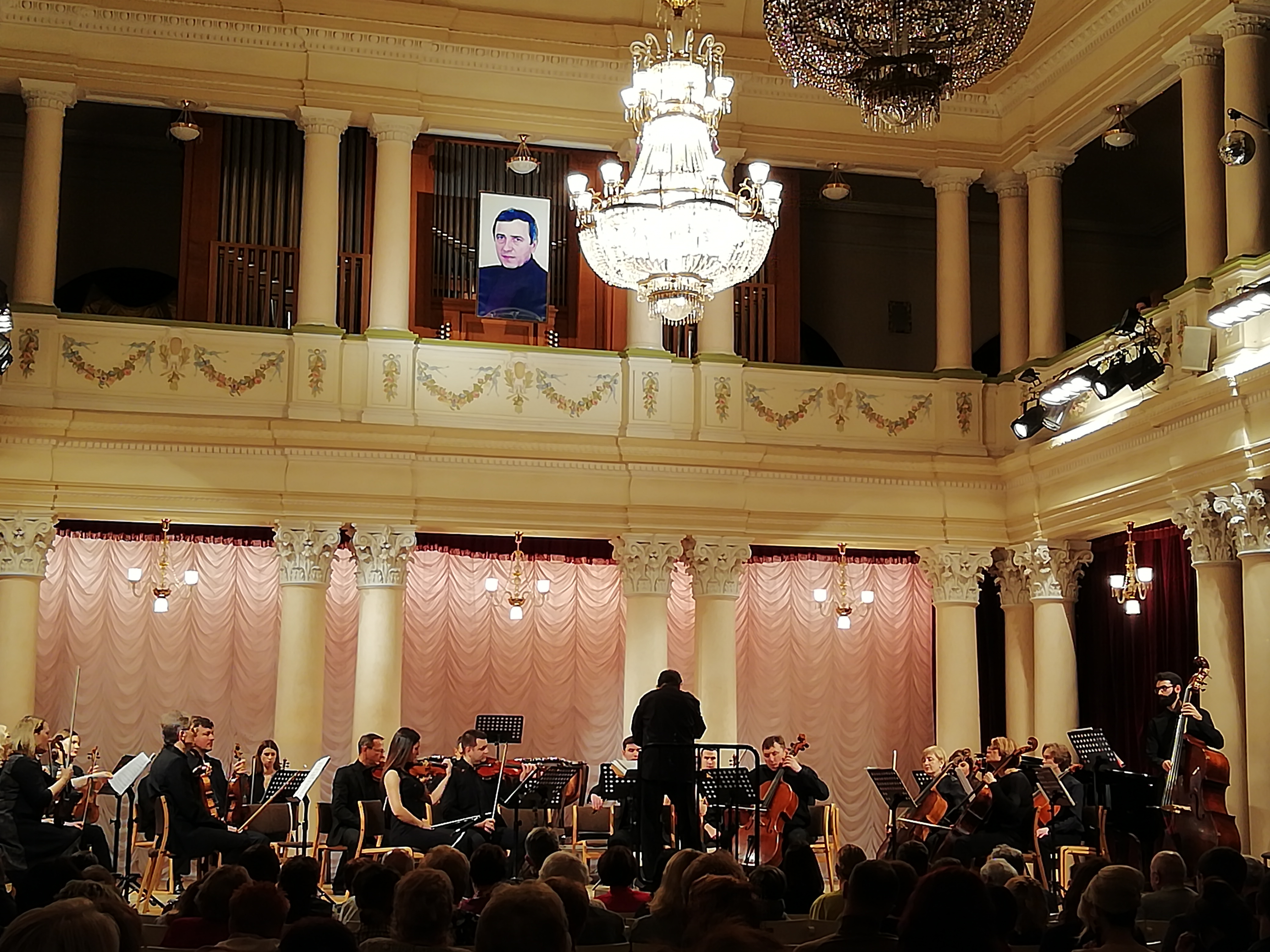
Camerata Kiev em 2020

O Camerata Kiev (Conjunto Nacional de Solistas "Câmara de Kiev") é um grupo musical com sede em Kiev, na Ucrânia.